# Kiera Cass
Kiera Cass (Myrtle Beach, 19 maggio 1981) è una scrittrice statunitense di origine portoricana.

## Biografia
Kiera Cass è nata e cresciuta a Myrtle Beach, nella Carolina del Sud, il 19 maggio 1981 da genitori portoricani. Si è diplomata alla Socastee High School e ha frequentato la Coastal Carolina University prima di trasferirsi alla Radford University, dove si è laureata in Storia.
Dal 22 maggio 2004 è sposata con Callaway Cass, col quale ha due figli, Zuzu e Guyden.
È nota principalmente per aver scritto la serie di cinque romanzi The Selection (2012-2016) pubblicata da HarperTeen e ambientata molti anni nel futuro (dopo un'ipotetica quarta guerra mondiale) nello Stato di Illèa (basato sugli Stati Uniti d'America), una monarchia assoluta nel quale la popolazione è suddivisa in caste.
Nei primi tre romanzi (The Selection, The Elite e The One) la protagonista è la giovane America Singer, che viene costretta dalla madre a iscriversi alla Selezione, una sorta di reality in cui il principe ereditario Maxon Schreave deve scegliere la sua futura moglie tra 35 pretendenti estratte a sorte tra la popolazione. La protagonista degli ultimi due romanzi (The Heir e The Crown) è la loro primogenita Eadlyn, anch'essa protagonista di una Selezione per trovare marito.
Della serie fanno parte anche i racconti brevi prequel The Prince (2013), The Guard (2014), The Queen (2014) e The Favorite (2015).
In Italia tutti i libri, sia quelli della serie principale che i racconti brevi, sono editi da Sperling & Kupfer. I racconti brevi sono stati pubblicati, oltre che singolarmente, anche nel volume unico Il mondo di The Selection (2015) dove, oltre ai prequel, sono presenti anche alcuni contenuti inediti.
Nel 2015 Cass ha annunciato che il romanzo The Siren, già auto-pubblicato nel 2009, era stato riscritto e che sarebbe stato ripubblicato nel 2016.
Nel 2020 viene pubblicato The Betrothed (in italiano Promised), primo volume di una serie omonima che è proseguita nel 2021 con The Betrayed.
Nel 2022 viene pubblicato il secondo romanzo autoconclusivo dopo The Siren, intitolato A Thousand Heartbeats.

## Adattamenti
Nell'aprile 2020 è stato annunciato che Netflix ha acquistato i diritti di The Selection per realizzarne un film, con la regia di Haifaa Al-Mansour.
In precedenza The CW aveva fatto realizzare due episodi pilota per la televisione, entrambi scartati, prima 2012 e poi nel 2013, in cui la protagonista sarebbe stata interpretata, rispettivamente, da Aimee Teegarden e da Yael Grobglas; nel 2015 invece i diritti per una trasposizione cinematografica erano passati alla Warner Bros.

## Opere

### Serie diThe Selection
1. The Selection (2012)
2. The Elite (2013)
3. The One (2014)
4. The Heir (2015)
5. The Crown (2016)

#### Racconti brevi
1. The Prince (2013)
2. The Guard (2014)
3. The Selection Stories: The Prince & The Guard (2014)
4. The Queen (2014)
5. The Favorite (2015)
6. The Selection Stories: The Queen & The Favorite (2015)
7. Il mondo di The Selection (Happily Ever After, 2015)

### Serie diThe Betrothed
1. Promised (The Betrothed, 2020)
2. The Betrayed (2021)

### Romanzi autoconclusivi
1. The Siren (2009)
2. A Thousand Heartbeats (2022)